# San Marino Open 2023 - Doppio
Marco Bortolotti e Sergio Martos Gornés erano i detentori del titolo ma hanno scelto di difendere il titolo con compagni diversi: Bortolotti ha giocato in coppia con Andrea Pellegrino ma sono stati eliminati al primo turno da Román Andrés Burruchaga e Nerman Fatić mentre Martos Gornés gioca in coppia con Íñigo Cervantes.
Ad aggiudicarsi il torneo è stata la coppia composta da Ivan Liutarevich e Vladyslav Manafov, che hanno battuto in finale Théo Arribagé e Luca Sanchez con il punteggio di 6–4, 7–6(8).

## Teste di serie
1. Marco Bortolotti /  Andrea Pellegrino (primo turno)
2. Ivan Liutarevich /  Vladyslav Manafov (campioni)

1. Théo Arribagé /  Luca Sanchez (finale)
2. Íñigo Cervantes /  Sergio Martos Gornés (quarti di finale)

## Wildcard
1. Marco De Rossi /  Manuel Mazza (quarti di finale)

1. Fabio Fognini /  Germán Gaich (primo turno)

## Ranking protetto
1. Viktor Durasovic /  Mark Vervoort (quarti di finale)

## Alternate
1. Nikolás Sánchez Izquierdo /  Carlos Taberner (primo turno)

## Tabellone

### Legenda
| - Q = Qualificato - WC = Wild card - LL = Lucky loser | - ALT = Alternate - SE = Special Exempt - PR = Protected Ranking | - w/o = Walkover - r = Ritirato - d = Squalificato |

|  | Primo turno | Primo turno                    | Primo turno                    | Primo turno | Primo turno |  |  | Quarti di finale | Quarti di finale            | Quarti di finale        | Quarti di finale        | Quarti di finale     |                      |      | Semifinali | Semifinali                 | Semifinali                 | Semifinali                         | Semifinali                         |   |     | Finale | Finale | Finale | Finale | Finale |  |
|  |             |                                |                                |             |             |  |  |                  |                             |                         |                         |                      |                      |      |            |                            |                            |                                    |                                    |   |     |        |        |        |        |        |  |
|  | 1           | M Bortolotti A Pellegrino      | M Bortolotti A Pellegrino      | 3           | 63          |  |  |                  |                             |                         |                         |                      |                      |      |            |                            |                            |                                    |                                    |   |     |        |        |        |        |        |  |
|  |             | RA Burruchaga N Fatić          | RA Burruchaga N Fatić          | 6           | 7           |  |  |                  | RA Burruchaga N Fatić       | RA Burruchaga N Fatić   | 6                       | 6                    |                      |      |            |                            |                            |                                    |                                    |   |     |        |        |        |        |        |  |
|  | PR          | V Durasovic M Vervoort         | V Durasovic M Vervoort         | 6           | 6           |  |  | PR               | V Durasovic M Vervoort      | V Durasovic M Vervoort  | 2                       | 0                    |                      |      |            |                            |                            |                                    |                                    |   |     |        |        |        |        |        |  |
|  |             | A Collarini A Giannessi        | A Collarini A Giannessi        | 1           | 3           |  |  |                  |                             |                         |                         |                      |                      |      |            | RA Burruchaga N Fatić      | RA Burruchaga N Fatić      | RA Burruchaga N Fatić              |                                    |   |     |        |        |        |        |        |  |
|  | 3           | T Arribagé L Sanchez           | T Arribagé L Sanchez           | 6           | 6           |  |  |                  |                             | 3                       | T Arribagé L Sanchez    | T Arribagé L Sanchez | T Arribagé L Sanchez | w/o  |            |                            |                            |                                    |                                    |   |     |        |        |        |        |        |  |
|  |             | Z Babić A Donski               | Z Babić A Donski               | 4           | 2           |  |  | 3                | T Arribagé L Sanchez        | 7                       | 3                       | [10]                 |                      |      |            |                            |                            |                                    |                                    |   |     |        |        |        |        |        |  |
|  |             | DN Mădăraș A Taylor            | 4                              | 6           | [7]         |  |  |                  | K Coppejans C-h Tseng       | 63                      | 6                       | [4]                  |                      |      |            |                            |                            |                                    |                                    |   |     |        |        |        |        |        |  |
|  |             | K Coppejans C-h Tseng          | 6                              | 3           | [10]        |  |  |                  |                             |                         |                         |                      |                      |      | 3          | Théo Arribagé Luca Sanchez | Théo Arribagé Luca Sanchez | 4                                  | 68                                 |   |     |        |        |        |        |        |  |
|  |             | ND Ionel A Jecan               | 7                              | 3           | [7]         |  |  |                  |                             |                         |                         |                      |                      |      |            |                            | 2                          | Ivan Liutarevich Vladyslav Manafov | Ivan Liutarevich Vladyslav Manafov | 6 | 710 |        |        |        |        |        |  |
|  |             | M Polmans MC Romios            | 63                             | 6           | [10]        |  |  |                  | M Polmans MC Romios         | 3                       | 6                       | [10]                 |                      |      |            |                            |                            |                                    |                                    |   |     |        |        |        |        |        |  |
|  |             | P Matuszewski I Zelenay        | 6                              | 3           | [4]         |  |  | 4                | Í Cervantes S Martos Gornés | 6                       | 3                       | [7]                  |                      |      |            |                            |                            |                                    |                                    |   |     |        |        |        |        |        |  |
|  | 4           | Í Cervantes S Martos Gornés    | 4                              | 6           | [10]        |  |  |                  |                             |                         |                         |                      |                      |      |            | M Polmans MC Romios        | 6                          | 63                                 | [6]                                |   |     |        |        |        |        |        |  |
|  | WC          | M De Rossi M Mazza             | M De Rossi M Mazza             | 6           | 6           |  |  |                  |                             | 2                       | I Liutarevich V Manafov | 3                    | 7                    | [10] |            |                            |                            |                                    |                                    |   |     |        |        |        |        |        |  |
|  | WC          | F Fognini G Gaich              | F Fognini G Gaich              | 3           | 4           |  |  | WC               | M De Rossi M Mazza          | M De Rossi M Mazza      | 4                       | 5                    |                      |      |            |                            |                            |                                    |                                    |   |     |        |        |        |        |        |  |
|  | Alt         | N Sánchez Izquierdo C Taberner | N Sánchez Izquierdo C Taberner | 4           | 3           |  |  | 2                | I Liutarevich V Manafov     | I Liutarevich V Manafov | 6                       | 7                    |                      |      |            |                            |                            |                                    |                                    |   |     |        |        |        |        |        |  |
|  | 2           | I Liutarevich V Manafov        | I Liutarevich V Manafov        | 6           | 6           |  |  |                  |                             |                         |                         |                      |                      |      |            |                            |                            |                                    |                                    |   |     |        |        |        |        |        |  |